# 위클

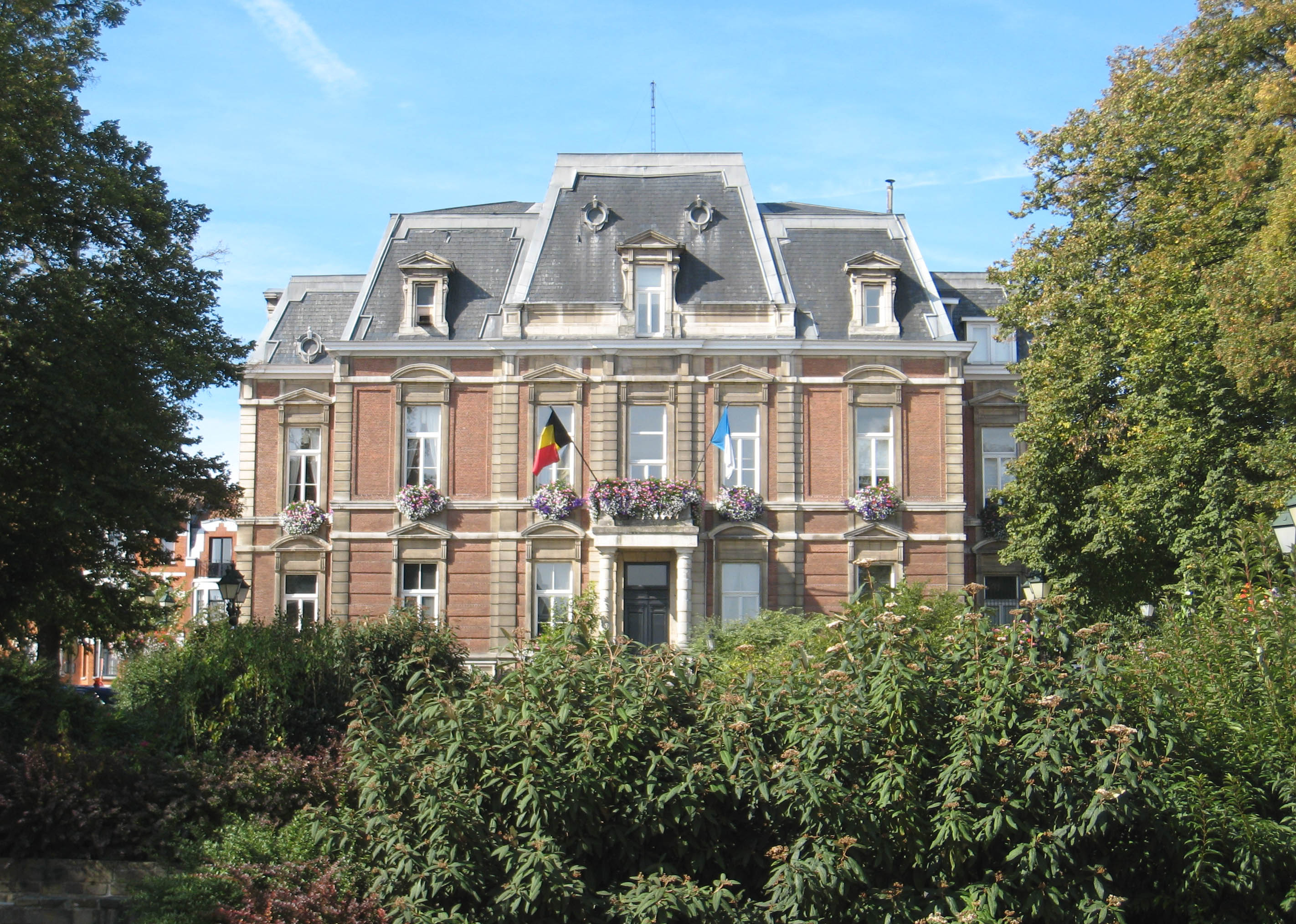
위클

위클(프랑스어: Uccle, 발음: [ykl]) 또는 위컬(네덜란드어: Ukkel, 발음 [ˈʏkəl] ( 듣기))은 벨기에 브뤼셀 수도 지역을 구성하는 19개 지방 자치체 가운데 하나로 면적은 22.91km2, 인구는 79,610명(2013년 1월 1일 기준), 인구 밀도는 3,500명/km2이다.

시기
시 문장